# Bernard Malamud
Bernard Malamud (født 26. april 1914, død 18. marts 1986) var en amerikansk forfatter af russisk-jødisk afstamning, hvis bøger hovedsagelig handler om det jødiske småborgerskabs ikke særlig opmuntrende hverdag i USA eller det Østeuropa, hvorfra de kom. 
Til hans kendteste romaner hører Altmuligmanden (1966, på dansk 1967), der siden blev filmatiseret under titlen Jøden fra Kiev. Bogen handler om en jøde, der i zartidens Rusland står anklaget for at have dræbt en kristen. Malamud har bl.a. også skrevet novellesamlingen Den magiske tønde (1958, på dansk 1963) og Idioterne først (1963, på dansk 1966).